# Durness
Durness är en ort i Storbritannien.   Den ligger i kommunen Highland och riksdelen Skottland, i den norra delen av landet, 800 km norr om huvudstaden London. Durness ligger 43 meter över havet och antalet invånare är 400.
Terrängen runt Durness är kuperad åt sydväst, men norrut är den platt. Havet är nära Durness åt nordost.  Det finns inga andra samhällen i närheten. 